# 本線 (青森市営バス)
　本線（ほんせん）とは、現在、青森市営バスのうち、青森駅と東部営業所、あるいは青森駅と県立中央病院前をほぼ迂回せずに結ぶ路線・系統群。
　青森市営バス創業時以来運行を継続している路線ではあるが、その内容は時代により変化している。
　創業時から存在する、青森駅と合浦公園前の間を、「国道経由」（現在の古川経由）・「大町経由」（のちの本町経由)の２通りの経路で結ぶ路線は「本線」と呼ばれていた。1969（昭和44）年頃から「市内線」と呼ばれるようになり、以前の山の手線・寺町線など、青森駅と東部営業所を結ぶ他の路線を包括するようになった。2000(平成12)年3月東部営業所移転時の改正時、東バイパス経由の経路も含まれるようになり、かつての名称「本線」に戻った。
　もともとは運行便数が最も多く、古川経由（当時は「国道経由」。後述。）だけでもラッシュ時3～4分間隔、日中でも7～8分程度の間隔ということ時代もあったが、その後徐々に便数が減少していった。
　本線は、「古川経由」「新町経由」「東バイパス経由」と大きく３つのグループに分かれる。。それらはそれぞれ「国道線」（古川経由のこと）・「新町線」・「東バイパス線」と、別の路線のように分けて呼ばれることもある。
　さらに、「古川経由」「東バイパス経由」のなかには、それぞれ、経由地の細部が違う系統が含まれる。

## 運行経路

### 古川経由
現在運行されている本線のなかでは最も古い系統。古川－合浦公園前間で国道7号・国道4号を経由するので、かつては「国道経由」と呼ばれた。「国道線」とも呼ばれる。従来はすべての便が沢田橋（当時は「保健所前」）を経由していたが、2004(平成16)年4月からは、「県立中央病院通り」（県病通り）バス停を経由する系統も運行されるようになった。

#### 古川（沢田橋）経由
合浦公園前－野内橋間は青森県道259号久栗坂造道線を経由する。
青森駅前 - （古川一丁目／新町一丁目） - 古川 - 県庁前 - 市役所前 - 堤橋 - 合浦町 - 造道（県道） - 沢田橋（ - 県立中央病院前） - 八重田浄化センター前 - 原別 - 野内駅前 - 東部営業所
※系統番号は次のとおり。
造道・八重田線
青森駅発、県立中央病院前着 - C12
青森駅発、東部営業所前着 - C10
国道・古川線
東部営業所発、青森駅前着 - A1
県立中央病院前発、青森駅前着 - A1

#### 古川（県病通り）経由
青森駅前 - （古川一丁目／新町一丁目） - 古川 - 県庁前 - 市役所前 - 堤橋 - 合浦町 - 南造道 - 県立中央病院通り - 県立中央病院前 - 自治研修所前 - 八重田浄化センター前 - 原別 - 野内駅前 - 東部営業所 （- 工業高校前）
※系統番号は次のとおり。
造道・八重田線
青森駅発、県立中央病院前着 - C12
青森駅発、東部営業所前着 - C10
国道・古川線
東部営業所発、青森駅前着 - A1
県立中央病院前発、青森駅前着 - A1

#### 盲学校前経由
青森駅前 → 古川一丁目 → 古川 → 県庁前 → 市役所前 → 堤橋 → 合浦町 → 南造道 → 県立中央病院通り → 県立中央病院前 → 自治研修所前 → 八重田浄化センター前 → 原別 → 東高校前 → 矢田前 → 盲学校前 → 八幡林 → 小金沢 → 東部営業所
※青森駅前発、朝1便のみの運行。
※系統番号は次のとおり。
青森駅発、東部営業所着 - C10

※かつて運行されていた矢田前経由矢田線のルートを踏襲する。

### 新町経由
「新町線」とも呼ばれる。1979(昭和54)年に新設された。かつて松木屋百貨店の前にあった新町二丁目バス停を経由するが、かつて存在した本町経由市内線（後述）とは違い、市役所前－堤橋間は国道4号を経由する。
青森駅前 - 新町一丁目 - 県庁通り - 新町二丁目 - 市役所前 - 堤橋 - 合浦町 - 南造道 - 県立中央病院通り - 県立中央病院前 - 沢田橋 - 八重田浄化センター前 - 原別 - 野内橋 - 東部営業所
※系統番号は次のとおり。
造道・八重田線
青森駅発、県立中央病院前着 - C12
青森駅発、東部営業所前着 - C10
新町線
東部営業所発、青森駅前着 - B1
県立中央病院前発、青森駅前着 - B1
※一部の便は県立中央病院前発着。
※本線以外の路線（郊外線）でも、新町二丁目停留所を経由し、古川停留所を経由しない経路のことを「新町経由」と呼ぶ。郊外線が新町経由か古川経由かは、その路線によって異なる。

### 東バイパス経由
「東バイパス線」とも呼ばれる。

#### 東バイパス経由
青森駅前 - （古川一丁目／新町一丁目） - 古川 - 県庁前 - 市役所前 - 堤橋 - 合浦町 - 南造道 - 県立中央病院通り - 八重田通り - 後萢通り - 八幡林 - 小金沢 - 東部営業所
西部営業所 - （一部の便は「新青森駅南口」を経由） - 古川 - 県庁前 - 市役所前 - 堤橋 - 合浦町 - 南造道 - 県立中央病院通り - 八重田通り - 後萢通り - 八幡林 - 小金沢 - 東部営業所
※県立中央病院通り - 小金沢間は、国道4号青森東バイパスを経由する。
※系統番号は次のとおり。
造道・八重田線
西部営業所発、東部営業所着 - E10
青森駅発、東部営業所着 - E10
東バイパス線
東部営業所発、青森駅前着 - A1
東部営業所発、西部営業所着 - T50

#### 東バイパス・東高校前経由
青森駅前 - （古川一丁目／新町一丁目） - 古川 - 県庁前 - 市役所前 - 堤橋 - 合浦町 - 南造道 - 県立中央病院通り - 八重田通り - 後萢通り - 平新田森越 - 東高校前 - 東高校通り - 原別 - 野内駅前 - 東部営業所

西部営業所 - 古川 - 県庁前 - 市役所前 - 堤橋 - 合浦町 - 南造道 - 県立中央病院通り - 八重田通り - 後萢通り - 平新田森越 - 東高校前 - 東高校通り - 原別 - 野内駅前 - 東部営業所

※系統番号は次のとおり。
東バイパス線
西部営業所発、東部営業所着 - E10
青森駅発、東部営業所着 - E10
国道・古川線
東部営業所発、青森駅前着 - A1
東部営業所発、西部営業所着 - T50

### 廃止系統

#### 青柳経由本線
1992(平成4)年青柳経由市内線として運転開始。それまであった国道より北側を通る石森橋経由市内線・本町経由市内線・うとう橋経由市内線の３系統（いずれも後述）を統合したものである。東部営業所の野内地区移転(2000年)のあと、そのまま本線のなかの１系統となった。2013(平成25)年10月1日から運休、2014年3月31日限りで正式廃止。代替として2013年10月から青森市市バス青柳線が青森駅前－青柳橋－県立中央病院前で運行。

（廃止時の運行経路）
青森駅前 - 新町一丁目 - 新町二丁目 - 本町五丁目 - 青柳橋 - 茶屋町 - 合浦町（市道） - 造道（県道） - 沢田橋（ - 県立中央病院前） - 商業高校前 - 原別 - 野内駅前 - 東部営業所
※廃止時の主要経由地番号は、青森駅行きが“2”、東部営業所行き、県立中央病院前行きはなし。
※一部の便は県立中央病院前発着。
- 当初は30分程度の間隔での運行であったが、次第に減便が進んでいった。

#### 山の手経由本線
運行開始当時は「山の手線」。青森駅－東部営業所間を、古川－文化会館前間を旧線路通り経由で結んだ系統。かつては、古川こ線橋下を経由して青森駅に乗り入れていた。やがて、市内線のなかの１系統となる。かつては１時間に２便運行される時期もあったが、徐々に便数を減らしていき、東部営業所から青森駅行きの一方向のみの運行となった直後、極端に便数が減らされ、1978(昭和53)年頃には平日朝だけ2便のみの運行となった。それでも、2001(平成12)年3月31日まで運行が続いた。最後は青森駅行き片道朝1便のみの運行であった。
（廃止時の運行経路）
東部営業所→（国道4号）→文化会館前→（平和公園通り・旧線路通り）→古川三丁目→（旭町通り）→古川→（昭和通り）→新町一丁目（中三前）→青森駅前

#### 本町経由市内線
創業時から運行していた大町回り（経由）本線の系統を踏襲するものであった。もともとは国道経由に次ぐ便数の多い系統であった。大町通りは青森の町発足以来の中心街ではあったが、1970年代になると人口減少が目立つようになり、次第に減便が進んでいった。1992年廃止。
（廃止直前の運行経路）
青森駅－新町二丁目ー本町二丁目－本町五丁目－青柳二丁目－青柳橋－堤橋（堤町交番西側）－（国道4号）－合浦町－合浦公園前ー（県道造道久栗坂線）－保健所前－東部営業所

#### 石森橋経由市内線
1932(昭和7)年運行開始の浜町線の流れをくむ。当初は安方通りと浜町通りを経由した。1960年代を過ぎると、安方通り経由から新町通り経由に変わるが、浜町通り・石森橋を経由するところは変らなかった。後に市内線のなかの１系統となった。ただし、１日数往復の、それほど便数の多い系統ではなかった。1992年廃止。
経路（廃止時）
青森駅－新町二丁目－（柳町通り）－本町三丁目－石森橋－東北電力前－公園西口－市営競技場前－合浦町－（国道４号）－合浦公園前－（県道）－保健所前－東部営業所

#### うとう橋経由市内線
1958(昭和33)年に運行を開始した寺町線の流れをくむ系統である。1967年のうとう橋開通以降、堤橋経由からうとう橋経由に変更されたとみられる。やがて市内線のなかの１系統となり、多くの便数が運行されるようになるが、本町経由と同様、1970年代に減便が進み、1992年に廃止された。
（廃止時の運行経路）
青森駅－新町二丁目－本町一丁目－うとう橋－茶屋町－合浦小学校前－栄町二丁目－（国道4号）－合浦公園前－南造道－県立中央病院前－東部営業所前

#### 甲田橋経由市内線
1960年代中頃に運転が開始されたものと思われる。当初は南栄町線と呼ばれた。1970(昭和45年）前後から甲田橋経由市内線となる。廃止直前には明の星高校前発着で、東部営業所発着ではない便のみとなっていた。1977(昭和52)年5月24日に甲田橋を経由する佃線（1979年に南佃線と改称）の運行開始に伴い、途中の経路に重複がある甲田橋経由市内線は廃止されたとみられる。
(廃止時の運行経路）
青森駅前－新町一丁目／古川一丁目－古川－堤橋－甲田橋－花園二丁目－浪打小学校前－明の星高校前

#### 合浦経由市内線
1950年代後半（昭和30年代前半）頃から1977(昭和52)年頃まで運転されていた。
　古川－浦町駅通り・堤橋間と合浦公園前－東部営業所間で国道を、西門町－蜆貝付近を海岸寄りの経路を通るのが特徴。
(1950年代後半頃の運行経路）
青森駅前→古川→浦町駅通り（現在の文化会館前）→蜆貝→石森橋→西門町（現在の合浦公園西口）→合浦公園前
合浦公園前→西門町→蜆貝→堤橋→古川→青森駅
※ ほか、1964（昭和39)～1965(昭和40)年頃には茶屋町経由市内線の運行があった様子が当時の広報紙でうかがわれるが、詳細は不明。

### 市内線時代の系統番号
| 系統番号 | 1974年頃     | 1979年頃     |
| -------- | ------------ | ------------ |
| １       | 国道経由     | 国道経由     |
| ２       | 本町経由     | 本町経由     |
| ３       | うとう橋経由 | うとう橋経由 |
| ４       | 山の手経由   | 山の手経由   |
| ５       | 甲田橋経由   | 新町経由     |
| ６       | 石森橋経由   | 石森橋経由   |
| ７       | 合浦経由     | －           |

## のりば
- 青森駅前 - 2番のりば
- 古川 - 6番のりば

## 沿革
本線に相当する路線は篠原自動車部の時代から運転されていた。その後、青森市による運行に変わり、次いで東側の発着点が浪打駅前、さらに八重田営業所（のちの東部営業所前）に変更され、路線もその分延長された。
　1969(昭和44)年頃から「市内線」と呼ばれるようになり、市内線を構成する系統の数は大幅に増やされた。しかし、次第に運転便数が減少していき、市内中心部での路線の統廃合が議論されるようになった。1992（平成4）年からは「本町経由」「うとう橋経由」「石森橋経由」の3系統が統合され、「青柳経由」とされた。
- 1924年 - 篠原自動車部が青森駅前〜合浦公園前間で運行を開始。
  - この路線には、青森駅前から中央古川通りを経由して国道に入って堤橋を経由して合浦公園前に至る系統（のちの国道経由本線）と、青森駅前から新町通りを進んで柳町通り・大町・堤橋を経由して合浦公園に至る系統（のちの大町経由本線）の２つがあった。後に、終点は浪打駅前に改められた。
- 1926(大正15)年 - 青森市交通部に営業が譲渡された。本線に相当する路線はそのまま継承された。
- 1927(昭和2)年11月14日　-　浦町駅前（現 平和公園前）から塩町文芸館前までの路線が存在した。うち、国道と浦町駅通りの交差点(現　文化会館前停留所付近）－浦町駅前までは後に山の手線（戦後の山の手経由市内線）の一部。[15]
- 1932(昭和7)年8月15日 - 浜町線が運行開始。
- 1933(昭和8年)年5月13日 - 浦町駅前から「廃線路通」（旧線路通り）を経由し、国道旭町角までの路線が開通する[16]。後の山の手線、山の手経由市内線に相当する。[17]
- 1958（昭和33）年9月8日 - 寺町線が運行開始[18]。
- 1985(昭和60)年12月1日 - 市内線のうち、「うとう橋経由」系統が、造道（県道）・保健所前経由から県立中央病院前（県病）経由に改められる。「石森橋経由」系統が市民体育館前経由から市営競技場前経由に変更される。（現在のスポーツ会館前経由に相当する。）
- 1992(平成4)年 - 市内線の「石森橋経由」「本町経由」「うとう橋経由」の系統が廃止。青柳経由系統が新設される。「新町経由」系統が、造道（県道）・保健所前経由から県立中央病院前（県病）経由に改められる。
- 2000(平成12)年3月1日 - 東部営業所の青森市野内地区への移転により、路線が旧 東部営業所前（後に商業高校前、次いで八重田浄化センター前と改称）から新 東部営業所前まで延長される。路線名が「市内線」から「本線」に改められる。「本線」に東バイパス経由、矢田前経由両系統が加えられる。これらはそれぞれ東バイパス経由矢田線、原別経由矢田線の運行経路と重なっており、この時のダイヤ改正に伴い、矢田線は減便された。
- 2001(平成13)年4月1日 - 「山の手経由」系統を廃止（廃止直前は東部発青森駅行日祝運休の1本のみ）。
- 2004(平成16)年4月1日 - 「国道経由」系統の一部の便が「造道（県道）」・「保健所前」（後に沢田橋と改称）経由から「県立中央病院通り」経由に改められる。
- 2006(平成18)年4月1日 - 「東バイパス経由」系統の一部の便が「八幡林」経由から「東高校前」経由に改められる。
- 2012(平成24)年4月1日 - 矢田・滝沢線のうち、青森駅発矢田前経由青い森アリーナ行の1便が東部営業所止まりとなり、本線（盲学校経由）となった。
- 2013(平成25)年10月1日 - 「青柳経由」系統はすべて運休となり、代替として、青森市市民バス青柳線が青森駅前－県立中央病院前で運行開始。また、八甲田丸発着の便を廃止。
- 2014(平成26)年3月31日 - この日を限りとして、「青柳経由」の系統が廃止された。

## 営業係数
| 年度           | 国道 経由 | 新町 経由 | 青柳 経由 | 山の手 経由 | 新町経由 八甲田丸発着 | 東バイパス 経由 |
| -------------- | --------- | --------- | --------- | ----------- | --------------------- | --------------- |
| 1995（平成7）  | 123.62円  | 108.43円  | 138.51円  | 95.82円     | 106.45円              |                 |
| 1996（平成8）  | 127.70円  | 103.85円  | 133.17円  | 89.78円     | 111.39円              |                 |
| 1997（平成9）  | 131.30円  | 100.31円  | 140.14円  | 105.87円    | 107.30円              |                 |
| 1998（平成10） | 133.59円  | 80.84円   | 141.38円  | 95.13円     | 100.33円              |                 |
| 1999（平成11） | 138.73円  | 98.80円   | 136.49円  | 85.90円     | 105.79円              |                 |
| 2000（平成12） | 140.21円  | 109.07円  | 127.18円  | 214.68円    | 107.21円              |                 |
| 2001（平成13） | 134.41円  | 109.78円  | 150.50円  |             | 109.99円              | 156.60円        |